# Badmintonverband Rheinhessen-Pfalz
Der Badmintonverband Rheinhessen-Pfalz e. V. (BVRP) ist die Dachorganisation für Badmintonvereine und -abteilungen in den Regionen Rheinhessen und Pfalz. Er vertritt die Interessen seiner Mitglieder, fördert den Badmintonsport auf allen Ebenen und organisiert den Spielbetrieb sowie zahlreiche Turniere und Ausbildungsmaßnahmen. Die Farben des Verbandes sind schwarz-gelb. Der Verband hat seinen Sitz in Offenheim und ist im Vereinsregister beim Amtsgericht Mainz unter VR 41116 eingetragen.
Der BVRP gehört neben den Badminton-Landesverbänden Saarland, Rheinland, Hessen und Thüringen zur „Gruppe Mitte“ des Deutschen Badminton-Verbandes.

## Geschichte
Der Verband wurde ursprünglich 1956 als Pfälzischer Badminton-Verband gegründet. Gründungsvorsitzender war Rudolf Tröblinger, Vorsitzender des 1. PBC Neustadt. Am 30. Juni 1977 erfolgte die Umbenennung in Badmintonverband Rheinhessen-Pfalz, als sechs Vereine aus Rheinhessen (u. a. Mainz, Worms) vom Hessischen Badminton-Verband übertraten. Seitdem vertritt der Verband beide Regionen gemeinsam.

## Struktur und Mitglieder
Der BVRP besteht aus 85 Vereinen mit insgesamt 5051 Mitgliedern (Stand: 1. Januar 2022). Die Geschäftsstelle befindet sich in Offenheim.